# Konitsa
Konitsa (græsk: Κόνιτσα) er en by i Ioannina i Epirus, Grækenland. Den ligger nord for hovedstaden Ioannina og nær den albanske grænse. Nordøst for Konitsa ligger en gruppe landsbyer kendt som Zagorochoria. Byen blev bygget amfiteaterformet på en bjergskråning af Pindus-bjergkæden, hvorfra den har udsigt over dalen, hvor floden Aoos møder floden Voidomatis .

Konitsa fungerer som et regionalt knudepunkt for flere små landsbyer i Pindos og har mange butikker, skoler og et almindeligt hospital. Primære aspekter af økonomien er landbrug og turisme; det er et populært udgangspunkt for turister og vandrere, der ønsker at udforske Pindos-bjergene, eller som ønsker at tage rafting i floden Aoos eller paragliding. På grund af Konitsas nærhed til steder af særlig interesse, såsom Vikos–Aoös Nationalpark, som inkluderer Vikoskløften, Aoos- kløften og Tymfi-bjergene, Dragesøerne på Tymfi og Smolikas og svovlbade i Kavasila, er der en del turisme i regionen.
- Bro fra den osmanniske æra i Konitsa, bygget 1870
- Gammelt palæ tilhørende Ali Pashas mor Hamko
- Ruinerne af en osmannisk moske i Konitsa
- Pindus-hotellet (nu forladt) i Konitsa
- Panoramaudsigt over Konitsa

## Kommunen
Den nuværende Konitsa kommune blev dannet ved kommunalreformen fra 2011 ved fusionen af følgende 5 tidligere kommuner, der blev kommunale enheder (bydele i parentes):
- Konitsa (Aetopetra, Agia Paraskevi, Agia Varvara, Aidonochori, Amarantos, Armata, Elefthero, Exochi, Gannadio, Iliorrachi, Kallithea, Kavasila, Kleidonia, Konitsa, Mazi, Melissopetra, Molista, Molyvdoskepastos, Monastiri Pikasala, Nikan Pournia, Pyrgos)
- Aetomilitsa
- Distrato
- Fourka
- Mastorochoria (Asimochori, Vourmpiani, Gorgopotamos, Drosopigi, Kallithea, Kastania, Kefalochori, Kleidonia, Lagkada, Oxya, Plagia, Plikati, Pyrsogianni, Chionades)

Konitsa kommune har et areal på 951.184 km2

## Provins
Provinsen Konitsa ( græsk: Επαρχία Κόνιτσας ) var en af provinserne i Ioannina-præfekturet, som havde samme område som den nuværende kommune. Det blev afskaffet i 2006.